# Давидова звезда
Давидова звезда (✡; хебр. מָגֵן דָּוִד) или Маген Давид (дословно Штит Давидов) је симбол јудаизма заједно са великим свећњаком (менора). Име је добила по јеврејском краљу Давиду. Његов облик је хексаграм: спој два једнакостранична троугла.
Изведена верзија Соломоновог печата коришћена је у декоративне и мистичне сврхе од стране кабалистичких Јевреја и муслимана. Хексаграм се повремено појављује у јеврејским контекстима од антике као декоративни мотив, попут камена са хексаграмом из лука синагоге Хирбет Шура из 3. и 4. века. Хексаграм пронађен у верском контексту може се видети у Лењинградском кодексу, рукопису хебрејске Библије из Каира из 11. века.
Његово повезивање са данас препознатљивим симболом јеврејског народа и њихове религије датира из Прага у 17. веку. У 19. веку, симбол је почео да се широко користи у јеврејским заједницама Источне Европе, да би на крају постао представљање јеврејског идентитета или верских уверења. Постао је репрезентативан за ционизам након што је изабран за централни симбол јеврејске националне заставе на Првом ционистичком конгресу 1897. године.
До краја Првог светског рата, био је међународно прихваћен симбол јеврејског народа, коришћен на надгробним споменицима палих јеврејских војника.
Данас је звезда централни симбол на националној застави Израела.

## Коришћење као јеврејског симбола
Давидова звезда као симбол за идентификацију јеврејских заједница је започела у Прагу око 17. века, а одатле се проширила на већи део Источне Европе.
У 19. веку, европски Јевреји су је усвојили као симбол који представља јеврејску религију или идентитет на исти начин на који је хришћански крст идентификовао вернике те религије.  Симбол је постао репрезентативан за светску ционистичку заједницу након што је изабран за централни симбол на застави на Првом ционистичком конгресу 1897. године, због његове употребе у неким јеврејским заједницама и недостатка специфично верских конотација. Није се сматрао искључиво јеврејским симболом све док није почео да се користи на надгробним споменицима палих јеврејских војника у Првом светском рату.

## Галерија
- Најстарија позната Давидова звезда из 1008. године
- Давидова звезда у Синагоги у Нишу